# Леонардо Сенаторе
Леонардо Сенаторе (енгл. Leonardo Senatore; 13. мај 1984) професионални је рагбиста и аргентински репрезентативац, који тренутно игра за премијерлигаша Вустер вориорсе., Висок 191 цм, тежак 106 кг, одиграо је 8 утакмица и постигао 10 поена за Тулон, пре него што је прешао у Вустер, за који је до сада одиграо 15 утакмица и постигао 5 поена. Прошао је млађе селекције Аргентине, а за сениорску је дебитовао против Уругваја. За репрезентацију Аргентине одиграо је 34 утакмице и постигао 3 есеја. Бранио је боје Аргентине на светском првенству 2011.